# Egentlige andefugle
De egentlige andefugle (Anatidae) er den familie af fugle som omfatter ænder, gæs og svaner. Familien har en verdensomspændende udbredelse og findes på alle kontinenter. Fuglene er gennem evolution tilpasset til at svømme på vandets overflade og i visse tilfælde dykke, i det mindste i lavt vand. Familien udgør hovedparten af alle andefugle og består af 146 arter i 40 forskellige slægter. Egentlige andefugle er generelt planteædere og yngler ved at danne par (monogame). En del af dem foretager årlige migrationer, så kaldte træk. Et par arter er blevet domesticerede som kvæg og mange andre jages som føde. Fem arter er uddøde siden 1600 og mange flere trues i dag med udryddelse.

## Fællestræk
De egentlige andefugle er for de flestes vedkommende mere eller mindre nært tilknyttet vand. Der findes derfor svømmehud mellem fodens tre forreste tæer, mens den bageste tå sidder frit og højere oppe på foden end de øvrige. Fjerdragten er fyldig og tætsiddende, for at holde vandet ude. Under konturfjerene findes et tæt, isolerende lag af dun. Svingfjerene fældes alle samtidig efter yngletiden. Det betyder at fuglene i en periode på 3-4 uger ikke kan flyve.
Næbbet er beklædt med en blød og følsom hud. På oversiden af den afrundede næbspids findes dog en hård hornplade, den såkaldte næbnegl. Langs både over- og undernæbbets rand findes rækker af små pladelignende forhøjninger, der kaldes lameller. Tungen er tyk og ofte trævlet eller fliget langs kanterne. Halsen er lang og luftrøret er ofte forsynet med slyngninger eller andet, der virker forstærkende på fuglens stemme.
I modsætning til de fleste andre fuglearter er hannerne forsynet med en penis. Æggene er ensfarvede, ofte hvide, og kuldene er store. Reden anbringes på jorden eller i hule træer. Den fores med dun som hunnen plukker fra sin egen fjerdragt. Rugningen varetages næsten altid udelukkende af hunnen ligesom føringen af ungerne, der klækkes med en tæt dundragt og forlader reden, så snart de er tørre.

## Underfamilier
Der er stor usikkerhed om hvordan familien Anatidae bør inddeles i underfamilier. Der har været forslag om inddelinger, der spænder fra tre helt op til ni underfamilier.  Et forslag, der tager udgangspunkt i molekylære undersøgelser frem til og med 2010 af fuglenes slægtskab deler de egentlige andefugle i fem underfamilier:
- Dendrocygninae (træænder, 9 arter)
- Stictonettinae (spættet and, 1 art)
- Plectropterinae (sporegås, 1 art)
- Anserinae (svaner og gæs, 40 arter)
- Anatinae (ægte ænder, 114 arter)

Skarveænder og gravænder henregnes her henholdsvis til Anserinae og Anatinae.

## Uddøde og truede andefugle
I følge IUCN's Rødliste fra 2012 regnes seks arter af andefugle for uddøde siden år 1500, seks andre er kritisk truede, mens 11 arter kaldes truede. Eksempelvis blev koreagravand (Tadorna cristata) sidst set med sikkerhed i 1964 i omegnen af Vladivostok.
De uddøde fuglearter skyldes ofte menneskets indvirkning, fx gennem spredning af invasive arter.